# Music from the Edge of Heaven
Albums de Wham!
The Final
(1986)
Music from the Edge of Heaven est le troisième album studio du groupe de pop britannique Wham!. Cet album est uniquement sorti en 1986 aux États-Unis et au Canada. Dans les autres pays, Wham! a sorti son troisième album sous le titre The Final. La pochette de Music from the Edge of Heaven est monochrome. 
Le 20 mars 2015, un coffret intitulé Original Album Classics, regroupant les trois albums studios du groupe, est commercialisé en Europe.

## Liste des titres

### CD
Toutes les chansons sont écrites et composées par George Michael, sauf mention contraire.
| No | Titre                                                               | Auteur                          | Durée |
| -- | ------------------------------------------------------------------- | ------------------------------- | ----- |
| 1. | The Edge of Heaven                                                  |                                 | 4:37  |
| 2. | Battlestations                                                      |                                 | 5:27  |
| 3. | I'm Your Man (Extended Version)                                     |                                 | 6:05  |
| 4. | Wham Rap '86                                                        | George Michael, Andrew Ridgeley | 6:33  |
| 5. | A Different Corner (Version complète avec introduction symphonique) |                                 | 4:30  |
| 6. | Blue (Live in China)                                                |                                 | 5:43  |
| 7. | Where Did Your Heart Go ?                                           | David Was, Don Was              | 5:43  |
| 8. | Last Christmas (Pudding Mix)                                        |                                 | 6:47  |

### LP/Cassette
| 1. | The Edge of Heaven              |  | 4:37 |
| 2. | Battlestations                  |  | 5:27 |
| 3. | I'm Your Man (Extended Version) |  | 6:05 |
| 4. | Wham Rap '86                    |  | 6:33 |

| 5. | A Different Corner (Version complète avec introduction symphonique) |  | 4:30 |
| 6. | Blue (Live in China)                                                |  | 5:43 |
| 7. | Where Did Your Heart Go ?                                           |  | 5:43 |
| 8. | Last Christmas (Pudding Mix)                                        |  | 6:47 |